# Greta Van Fleet
Greta Van Fleet és un quartet de rock estatunidenc influït per Led Zeppelin, entre més artistes.

## Trajectòria
El quartet està format pels bessons Jake i Josh Kiszka (guitarra i veu, respectivament), llur germà menut Sam (baix i orgue) i el bateria Danny Wagner, que es lleven tres anys amb els bessons, tots quatre originaris de Michigan: els germans Kiszka són nets d'un reconegut músic de polca i fills de pares melòmans. Influïts per l'obra d'artistes consagrats com B.B. King, Albert King, Freddie King o Buddy Guy, els seus primers concerts en bars de carretera, quan encara eren menors, contenien versions de Cream i Bad Company, abans de descobrir la música de Led Zeppelin durant l'educació secundària.

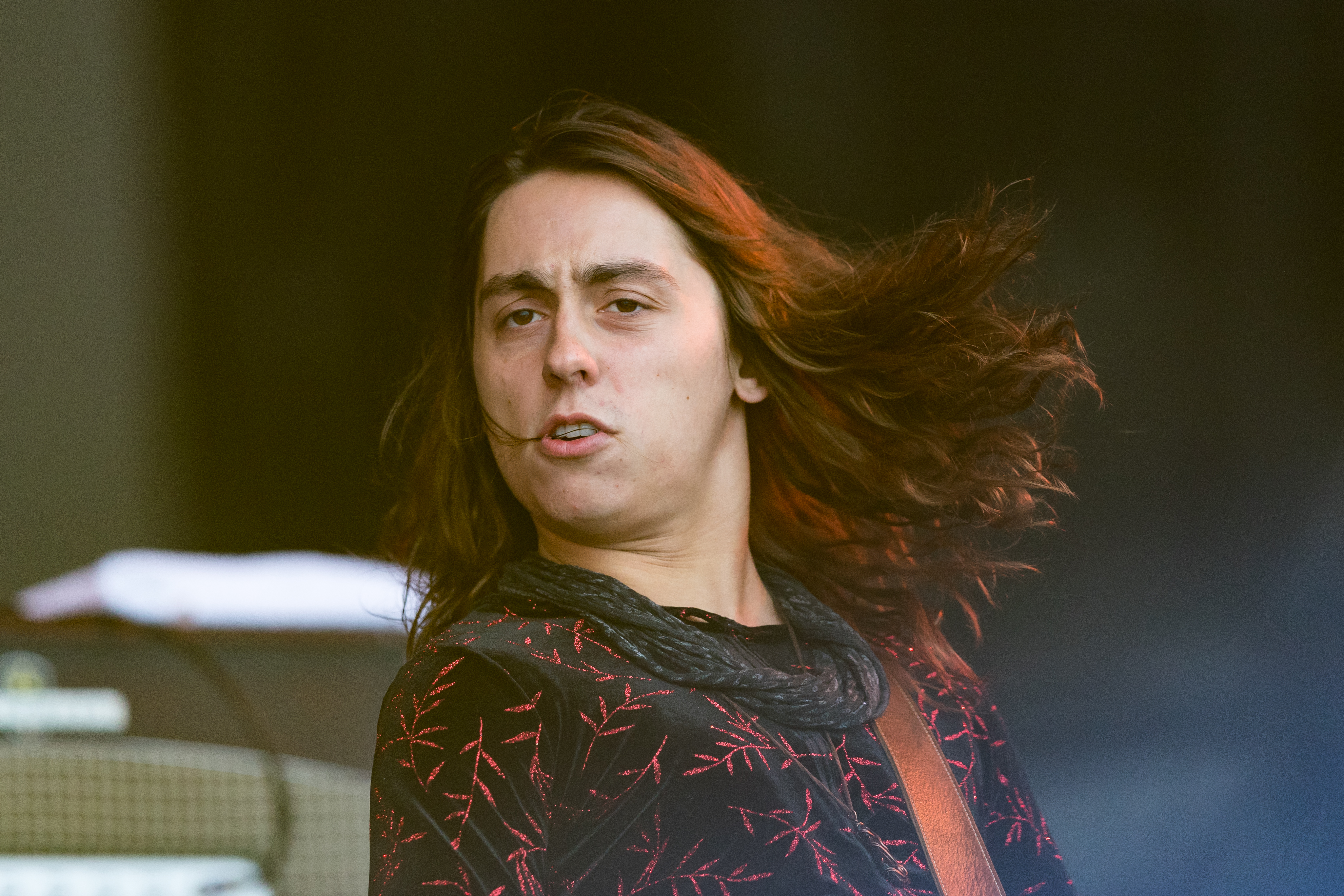
Jake Kiszka (guitarra i cors)
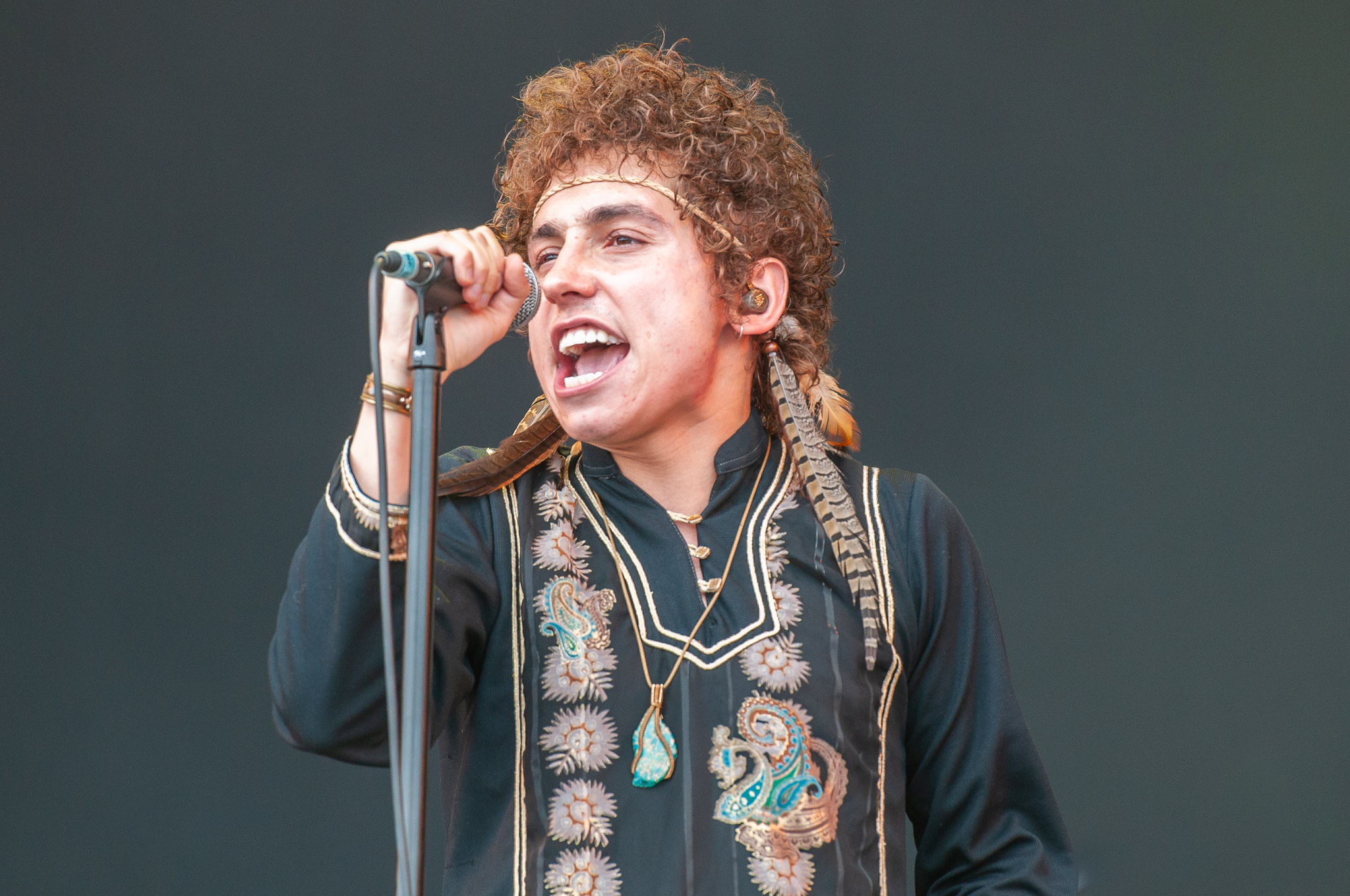
Josh Kiszka (veu)
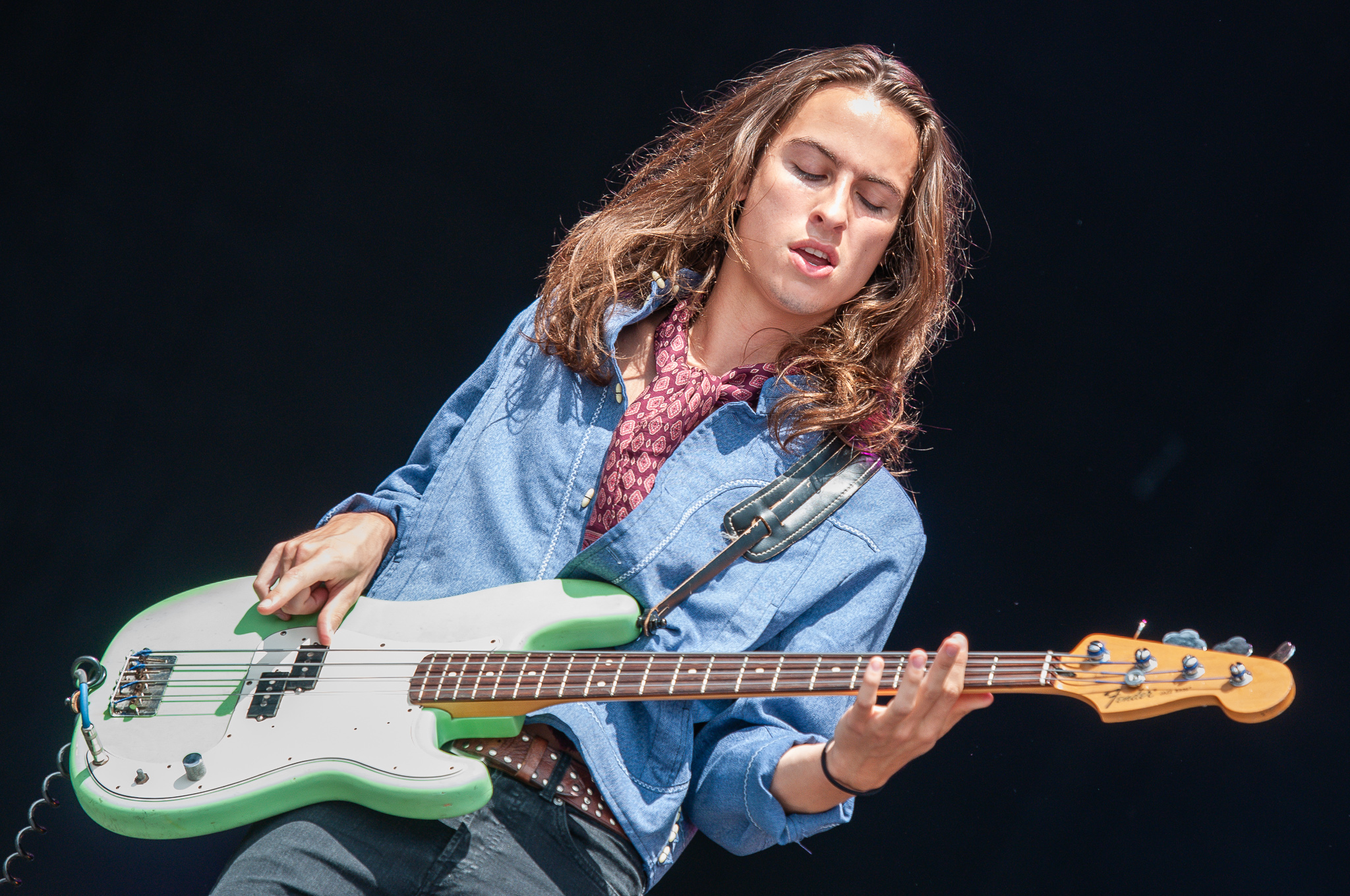
Sam Kiszka (baix i teclat)
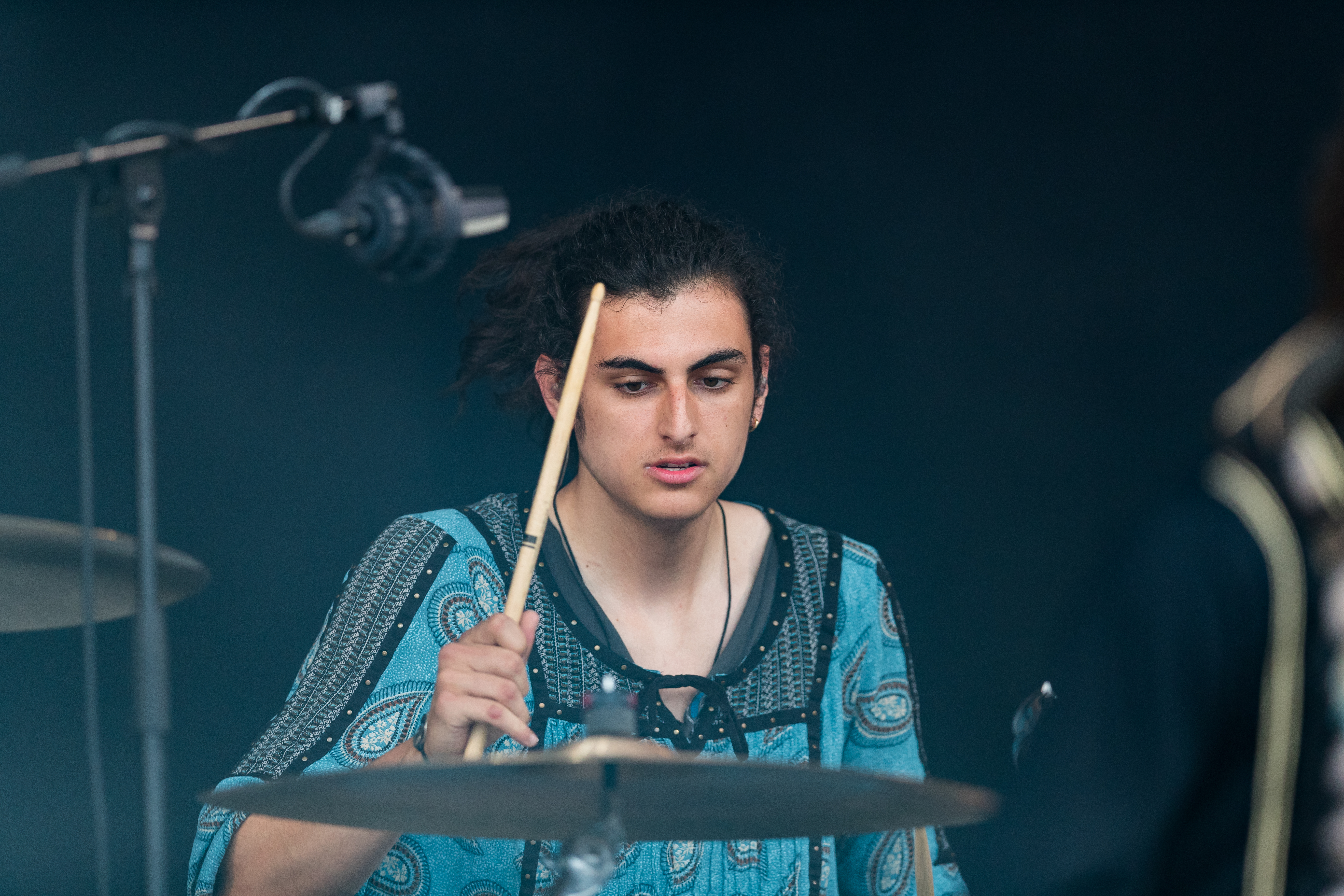
Danny Wagner (bateria)

Comparats sovint amb els Zeppelin, encara que fins i tot el cantant Robert Plant els ha lloat («són Led Zeppelin I») i ells agraïxen la deferència, els Van Fleet rebutgen qualsevol acusació de plagi:
| « | Encara que no són exactament el nostre principal, sí que ens han influït i això sabem vore-ho. Però, al remat, no afecta a la composició de les nostres cançons. | » |

Sobre la veu de Josh, Plant també comentà:
| « | Li ampra la veu a algú que conec prou bé, però què hem de fer? Al mínim té un poc d'estil, perquè diu que ell s'ha basat completament en Aerosmith. | » |

El 2014 publicaren el seu primer disc, gravat en directe (Greta Van Fleet Live In Detroit); l'abril de 2017 publicaren l'EP Black Smoke Rising i, al novembre del mateix any, un altre (From The Fires) que inclou una versió de "A Change Is Gonna Come" de Sam Cooke.
Del segon varen vendre setanta mil còpies —quaranta set mil de les quals als EUA— i "Highway Tune" i "Safari Song" entraren en les llistes d'èxits de Billboard.

### Anthem of the Peaceful Army
En maig de 2018, la veïna de Frankenmuth de la qual varen prendre el nom, Gretna Van Fleet, assistí amb huitanta-set anys al seu primer concert del grup a Detroit, convidada pels membres i llurs familiars; llavors havien acabat de gravar el seu primer llarga durada, amb els productors Al Sutton i Marlon Young, als estudis Rust Belt (Detroit) i Blackbird (Nashville).
L'estiu del mateix any actuaren al festival Coachella, entre molts altres concerts, i publicaren una cançó nova, "When the Curtain Falls", sense anunciar si formaria part del següent disc;
mentre feien sessions de gravació a Nashville i Detroit.
el 15 d'agost en publicaren el videoclip, dirigit per Benjamin Kutsko, com a avanç del disc però sense desvelar-ne el títol, abans de reprendre la gira el 7 de setembre a Seattle:
eixe dia feren públic per fi el títol, Anthem of the Peaceful Army («Himne de l'exèrcit pacífic»), la data (19 d'octubre) i una altra cançó nova, "Watching Over".
El 24 de setembre avançaren una altra cançó inèdita que ja havien tocat en directe, "Lover, Leaver", i desvelaren que el disc seria un àlbum conceptual sobre el poder mesiànic de la música.
A les acaballes de l'any, el Doctor Music Festival anuncià la seua inclusió en el cartell de la pròxima edició junt amb altres artistes ja confirmats com King Crimson o Smashing Pumpkins.
A la publicació del disc, la revista Pitchfork el qualificà amb un 1,6 i criticà l'autenticitat del grup.
Al gener de 2019, la seua primera actuació en directe en el programa de televisió Saturday Night Live disparà les vendes dels seus dos discs publicats fins llavors (l'EP From the Fires i Anthem…); poc després guanyaren el premi Grammy al millor àlbum de rock per l'EP From the Fires —el disc Anthem… eixí fora de termini per als guardons— en una categoria en què també eren candidats Alice in Chains, Fall Out Boy, Ghost i Weezer, però perderen les altres tres nominacions front a Dua Lipa (artista emergent), Chris Cornell (interpretació rock) i St. Vincent (millor cançó de rock).
El seu primer concert a Barcelona, previst per al 22 de febrer del 2019 al Palau Sant Jordi, s'ajornà «per malaltia del seu vocalista»;
a les acaballes de març actuaren al teatre Caupolicán i en el festival Lollapalooza de Xile.
Al setembre del mateix any publicaren una cançó inèdita, "Always There", gravada durant l'enregistrament de l'Anthem of the Peaceful Army però descartada per al disc, que seria inclosa en la banda sonora de la pel·lícula de Sam Taylor-Johnson A Million Little Pieces.

### The Battle at Garden's Gate
A l'octubre del 2020 estrenaren la cançó "My Way, Soon" amb un videoclip enregistrat per ells mateixos
i, al desembre, un altre avanç del segon disc, "Age of Machine", junt amb la data, la portada i el títol de l'àlbum: The Battle at Garden's Gate, publicat el 16 d'abril de l'any següent.

## Discografia
| • Greta Van Fleet Live In Detroit (2014) |
| ---------------------------------------- |
|                                          |

| • Black Smoke Rising (EP) (2017)                                                                                             |
| --- |
| (EP, Lava/Republic Records) 1. Highway Tune (3’01) 2. Safari Song (3’55) 3. Flower Power (5’13) 4. Black Smoke Rising (4’20) |

| • From the Fires (EP) (2017) |
| --- |
| (Lava / Republic) 1. Safari Song (3’56) 2. Edge of Darkness (4’28) 3. Flower Power (5’13) 4. A Change Is Gonna Come (3’17) 5. Highway Tune (3’01) 6. Meet on the Ledge (3’50) 7. Talk on the Street (4’09) 8. Black Smoke Rising |

| • Anthem of the Peaceful Army (2018) |
| --- |
| (Lava / Republic) 1. Age of Man (6’06") 2. The Cold Wind (3’16") 3. When the Curtain Falls (3’42") 4. Watching Over (4’28") 5. Lover, Leaver (Taker, Believer) (6’01") 6. You're the One (4’25") 7. The New Day (3’44") 8. Mountain of the Sun (4’30") 9. Brave New World (5’00") 10. Anthem (4’41") |

| • The Battle at Garden's Gate (2021) |
| --- |
| (Lava / Republic) 1. Heat Above 2. My Way, Soon 3. Broken Bells 4. Built by Nations 5. Age of Machine 6. Tears of Rain 7. Stardust Chords 8. Light My Love 9. Caravel 10. The Barbarians 11. Trip the Light Fantastic 12. The Weight of Dreams |

| • Starcatcher (2023) |
| -------------------- |
|                      |

## Guardons
Premis
- 2019: Grammy al millor àlbum de rock